# Elayne Harrington
Elayne Adamczyk Harrington, también conocida como Temper-Mental MissElayneous, es una músico de hip hop, poeta y artista visual irlandesa.

## Primeros años de vida
Harrington (nacida en 1987 o 1988) es de Finglas, un suburbio de Dublín. Su madre era activista sindical y su padre músico. Ella también tiene una hermana. De niña asistía a reuniones sindicales con su madre. Escribió su primer poema cuando tenía nueve años y comenzó a rapear alrededor de los once. A los catorce años se autodenominó «Temper Mental».

## Música y poesía
Según el Sunday Independent de 2013,

No se la puede clasificar. No existe una sola caja en la que MissElayneous encaje perfectamente y así es como a ella le gusta. «La forma en que me describiría como artista es muy amplia», dice. «Soy un leonino; un luchador de ego, con corazón de león; un andrógino que utiliza el movimiento cultural del hip hop como medio para transmitir mensajes de conciencia social y empoderamiento individual».

Su EP debut, Proletarian Restitution, y el sencillo «Step in the Ring» fueron lanzados en 2012. Ese mismo año publicó un poema en The Stinging Fly. Para entonces, ya tenía seguidores en línea y alentaba a las niñas de Finglas a expresarse a través del rap. Apareció en el documental Ireland's Rappers de 2012 y en la serie de telerrealidad Connected de RTÉ2 de 2014. El presidente Michael D. Higgins, al verla actuar en 2012, dijo que estaba «dejando que su vida fluyera a través de los ritmos y sonidos».
En 2013, un escritor del Irish Times afirmó: «Mientras este país siga produciendo artistas auténticos con voces originales como [Harrington], este seguirá siendo un lugar maravilloso». Ese mismo año, apareció en un anuncio del Proyecto Arthur Guinness, que busca promover la «innovación creativa en Irlanda». Un crítico, que no era fanático del hip hop y creía que algunas de las piezas de Harrington estaban «juntadas al azar», la comparó sin embargo con la poeta británica Kae Tempest y dijo que «vale la pena pagar para verla». Un artículo de 2015 en el Irish Independent decía que «ofrece su estilo único de rap, hip-pop, bodhrán y palabra hablada urbana a un público cada vez mayor de adolescentes en las escuelas del norte de Dublín. Los maestros, impresionados por su habilidad para dar vida a la poesía para los estudiantes, a menudo la llaman para que vuelva a leer en voz alta la poesía que está en el plan de estudios».

## Activismo social
Ha estado involucrada en el problema de las personas sin hogar en Dublín. Ella misma estuvo a veces sin hogar, y llevaba sus pertenencias en su estuche de bodhrán. Ella dice: «Me volví muy ingeniosa, pero era muy peligroso y destructivo y ha tenido consecuencias a largo plazo. Se necesitan años para recuperarse de la falta de vivienda, si es que alguna vez lo logras por completo». Ha realizado trabajo comunitario en escuelas primarias y centros juveniles, utilizando su propio plan de estudios de hip hop. Según Harrington, «el hip hop es fundamental para el sentimiento de equipo y de comunidad, así que lo utilizo para desarrollar ese sentimiento en los jóvenes». Tocó el bodhrán y leyó poesía en una protesta durante una visita de Estado de la reina Isabel II del Reino Unido a Irlanda en 2011, y fue arrestada junto con otros manifestantes.

## Arte visual

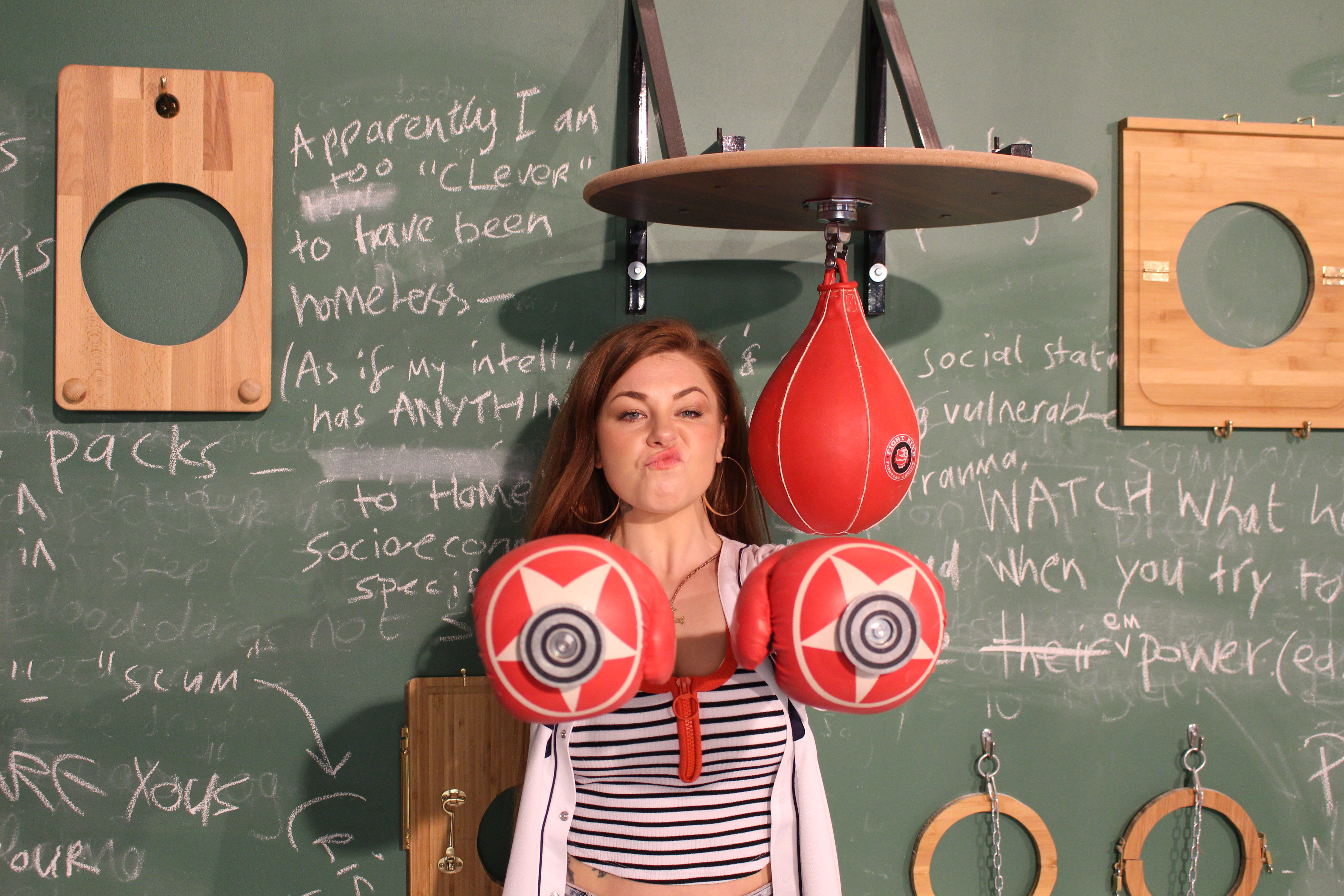
Harrington con Made to be Broken, 2019.

Como graduada de Bellas Artes del National College of Art and Design en 2019, exhibió su obra Instrumental, explorando «las ideas de la clase trabajadora, la jornada laboral de ocho horas y la apropiación del trabajo y los productos de la clase trabajadora». En 2021, recibió una residencia en el Dean Arts Studio en Dublín, en asociación con el Museo Irlandés de Arte Moderno (IMMA).

## Vida personal
A partir de 2021, está casada. Ella es vegana.

## Lectura adicional
- Rollefson, J. G. (2020). «Hip Hop Interpellation: Rethinking Autochthony and Appropriation in Irish Rap».  En Mangaoang, A; O'Flynn, J., eds. Made in Ireland: Studies in Popular Music. Oxford: Routledge. pp. 224-236. ISBN 9781138336032.